# الیس کاترین اونز
الیس کاترین اونز (انگلیسی: Alice Catherine Evans؛ ۲۹ ژانویه ۱۸۸۱ – ۵ سپتامبر ۱۹۷۵) میکروبیولوژیست پیشگام اهل ایالات متحده آمریکا بود. او در وزارت کشاورزی ایالات متحده آمریکا به عنوان محقق روی باکتری‌شناسی شیر و پنیر تحقیق می‌کرد. او بعدها تشخیص داد که باسیلیوس ابورتوس عامل بیماری تب مالت در انسان و گاو است.